# Amálie Janáčková
Amálie Janáčková (roz. Grulichová, 13. dubna 1819 Příbor - 16. listopadu 1884 Hukvaldy) byla matka Leoše Janáčka, moravská varhanice a hudebnice.

## Život
Narodila se roku 1819 v Příboře do rodiny zámožného Karla Grulicha a Kateřiny roz. Wisnarové.
Dne 24. července 1838 se provdala za Jiřího Janáčka. S ním se v roce 1848 přestěhovala do nedalekých Hukvald, kde Jiří Janáček získal místo učitele. Žila 10 let ve zchátralé budově místní školy. S Jiřím Janáčkem vychovali 14 dětí, z nichž 4 zemřely v dětském věku. Jiří Janáček trpěl revmatismem a roku 1866 zemřel. Po smrti chotě si Janáčková přivydělávala hrou na varhany v kostele sv. Maxmiliana. Po příchodu nového učitele musela bydlet na různých místech u příbuzných.
Na sklonku života se vrátila k dceři Josefě do Hukvald, kde 16. listopadu roku 1884 podlehla rakovině žaludku. Byla pohřbena v rodinném hrobě v Rychalticích, z nichž později byly ostatky přeneseny do Hukvald, neboť Hukvaldy neměly až do roku 1910 vlastní hřbitov.
Jsme divná rodina. Vzdáleni od sebe, ale přece se máme rádi. Nepsávali jsme si mnoho, ale tím více na sebe jsme mysleli.
Leoš Janáček Kamile Stösslové, 12. listopadu 1919